# Sergio Pesce
Sergio Pesce (Napoli, 3 giugno 1916 – Roma, 1º dicembre 1995) è stato un direttore della fotografia italiano.

## Riconoscimenti
- Una vita per il cinema - Medaglia d'oro (1976)[1]

## Filmografia

### Direttore della fotografia
- Il fanciullo del West, regia di Giorgio Ferroni (1942)
- Macario contro Zagomar, regia di Giorgio Ferroni (1944)
- I dieci comandamenti, regia di Giorgio Walter Chili (1945)
- Totò le mokò, regia di Carlo Ludovico Bragaglia (1949)
- Vent'anni, regia di Giorgio Bianchi (1949)
- Il conte Ugolino, regia di Riccardo Freda (1949)
- Il figlio di d'Artagnan, regia di Riccardo Freda (1950)
- La grande rinuncia, regia di Aldo Vergano (1951)
- Stasera sciopero, regia di Mario Bonnard (1951)
- Tizio Caio Sempronio, regia di Marcello Marchesi, Vittorio Metz e Alberto Pozzetti (1951)
- Libera uscita, regia di Duilio Coletti (1951)
- La leggenda del piave, regia di Riccardo Freda (1952)
- ...e Napoli canta!, regia di Armando Grottini (1953)
- Siamo tutti Milanesi, regia di Mario Landi (1953)
- Di qua, di là del Piave, regia di Guido Leoni (1954)
- Due lacrime, regia di Giuseppe Vari (1954)
- Canzone d'amore, regia di Giorgio Simonelli (1954)
- Agguato sul mare, regia di Pino Mercanti (1955)
- Vendicata!, regia di Giuseppe Vari (1956)
- Occhi senza luce, regia di Flavio Calzavara (1956)
- I vagabondi delle stelle, regia di Nino Stresa (1956)
- Addio sogni di gloria, regia di Giuseppe Vari (1957)
- I misteri di Parigi, regia di Fernando Cerchio (1957)
- I dritti, regia di Mario Amendola (1957)
- La zia d'America va a sciare, regia di Roberto Bianchi Montero (1958)
- Le dritte, regia di Mario Amendola (1958)
- Mia nonna poliziotto, regia di Steno (1958)
- Il terribile Teodoro, regia di Roberto Bianchi Montero (1958)
- Fantasmi e ladri, regia di Giorgio Simonelli (1959)
- Simpatico mascalzone, regia di Mario Amendola (1959)
- La Pica sul Pacifico, regia di Roberto Bianchi Montero (1959)
- La sceriffa, regia di Roberto Bianchi Montero (1960)
- La vendetta dei barbari, regia di Giuseppe Vari (1960)
- Drakut il vendicatore, regia di Luigi Capuano (1961)
- Un alibi per morire, regia di Roberto Bianchi Montero e Piero Costa (1962)
- Delirio a due, regia di Vittorio Cottafavi (1967)
- L'amico delle donne, regia di Davide Montemurri (1975)

### Operatore di ripresa
- Tosca, regia di Carl Koch (1941)
- Il re si diverte, regia di Mario Bonnard (1941)
- È caduta una donna, regia di Alfredo Guarini (1941)
- Capitan Tempesta, regia di Corrado D'Errico (1942)
- Giorni felici, regia di Gianni Franciolini (1942)
- Gli uomini sono nemici, regia di Ettore Giannini (1948)

### Fotografo di scena
- L'amore nasce a Roma, regia di Mario Amendola (1958)